# Zahrádka (Vysočina)
Zahrádka é uma comuna checa localizada na região de Vysočina, distrito de Třebíč.